# HP/De Tijd
HP/De Tijd ist ein niederländisches Magazin. Es war ein Wochenblatt, seit Mai 2012 erscheint es monatlich, Redaktionssitz ist Amsterdam. HP/De Tijd wird seit 1995 von dem Medienkonzern Audax herausgegeben. 

## Geschichte
Die Zeitschrift entstand 1990 aus einer Fusion von De Tijd (seit 1845) und Haagse Post (seit 1914), die beide während der letzten zehn Jahre ihrer Eigenständigkeit mit einem stetigen Auflagenverlust zu kämpfen hatten. Auch nach der Fusion war die neu angesetzte Auflage nicht zu halten. Seit dem Jahrtausendwechsel hat das Blatt jedoch im Gegensatz zu den (über)regionalen Tageszeitungen, die überwiegend erhebliche Auflagenverluste hinnehmen mussten, keinen weiteren Bedeutungsverlust erfahren, muss jedoch mit den drei anderen politischen Magazinen Elsevier, De Groene Amsterdammer und Vrij Nederland konkurrieren.

### Inhalt
HP/De Tijd befasst sich überwiegend mit Politik und Kultur. Neben der Behandlung aktueller Themen in Form einer Wochenübersicht finden sich Interviews, Porträts, Essays, Kommentare, Reportagen und Karikaturen im Heft. Der Schwerpunkt liegt dabei stark auf dem Inland, auch wenn die Zeitschrift eine eigene Seite Buitenlandse zaken („Ausländisches“) enthält, auf der auf ein einzelnes spezielles Thema eingegangen wird, und in ihrer Wochenübersicht einige Geschehnisse im Ausland kurz in einigen Sätzen wiedergibt. Des Weiteren gibt es kurze Besprechungen von Büchern, CDs und DVDs. eine spezielle Rubrik für Essen & Trinken und ein Kreuzworträtsel.

### Ausrichtung
Die Beurteilung der politischen Ausrichtung von HP/De Tijd fällt unterschiedlich aus, sie wurde von verschiedenen Kolumnisten anderer Zeitungen und Zeitschriften in den letzten Jahren als rechts (Jan Blokker, nrc.next) oder zumindest außerhalb eines als links beschriebenen Mainstreams innerhalb der niederländischen Medienlandschaft (Paul Lieben, Elsevier) liegend beschrieben.

### Internet
Mit der 2004 erfolgten Einführung des Onlineauftritts war HP/De Tijd als letztes politisches Wochenmagazin der Niederlande am Start. Der Internetauftritt beschränkt sich ausschließlich auf Artikel. Auf Newsletter, Web-Feeds, Podcasts oder multimediale Inhalte wird verzichtet.

### Bekannte ehemalige oder derzeitige Redakteure/Mitarbeiter
- Guikje Roethof. Sie arbeitete bis 1994 als Parlamentsredakteurin bei der Zeitschrift und wurde dann entlassen, da ihre Kandidatur für die Partei Democraten 66 bei den Parlamentswahlen jenes Jahres nicht mit einer neutralen Berichterstattung vereinbar sei.[5] Roethof schaffte anschließend den Einzug in die Zweite Kammer der Generalstaaten und war dort bis 1998 Abgeordnete.[6]
- Gregorius Nekschot, Karikaturist

### Bisherige Chefredakteure
| Ad 's-Gravesande               | 1990–1991 |
| Gerard Driehuis                | 1991–1995 |
| Bert Vuijsje                   | 1996–2000 |
| Henk Steenhuis                 | 2000–2008 |
| Jan Dijkgraaf                  | 2009–2010 |
| Frank Poorthuis                | 2011–2012 |
| Daan Dijksman, Boudewijn Geels | 2013      |
| Tom Kellerhuis                 | 2014      |